# 익산 혜봉원 목조보살입상
익산 혜봉원 목조보살입상은 전북특별자치도 익산시 모현동에 있다. 2002년 12월 14일 익산시의 향토유적 제13호로 지정되었다.

## 개요
헤봉원 대웅전 좌측 불단 위에 봉안되어 있는 목조보살입상으로 총고는 153cm이다. 화려한 보관을 쓰고, 두손으로 연꽃을 받들고 서 있다. 위봉사 관음, 지장보살입상과 거의 동일해 아마도 같은 시기, 같은 조각가가 조성한 것으로 추정된다.